# 欧州刷新
欧州刷新（おうしゅうさっしん、英: Renew Europe、Renew）は、2019年欧州議会議員選挙を受けて2019年6月12日に発足した自由主義・リベラル・欧州連合支持の欧州議会の政治会派。

## メンバー
2004年から2019年まで活動した欧州自由民主同盟グループの後継であり、そこに共和国前進が合流した。
- ベルギー
  - フラームス自由民主
  - 改革運動
- ブルガリア
  - 権利と自由運動
- チェコ
  - ANO 2011
- デンマーク
  - ヴェンスタ
  - ラディケーリ
- エストニア
  - エストニア改革党
- フィンランド
  - フィンランド中央党
  - スウェーデン人民党 (フィンランド)
- フランス
  - 共和国前進
  - 民主運動 (フランス)
  - 急進運動
- ドイツ
  - 自由民主党 (ドイツ)
- アイルランド
  - 共和党
- リトアニア
  - 自由運動
- オランダ
  - 自由民主国民党
  - 民主66
- スペイン
  - シウダダノス
  - 連合・進歩・民主主義
  - バスク民族主義党
- スウェーデン
  - 自由党 (スウェーデン)
  - 中央党 (スウェーデン)